# 가오후청

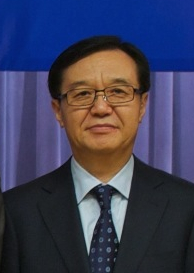

가오후청(고호성, 高虎城, 1951년 8월-)은 중화인민공화국의 관료 겸 정치가이다. 중화인민공화국 상무부 부장 겸 국제무역협상 대표, 중국공산당 제18차 중앙위원을 역임했다.

## 생애
산시성 쉬저우시 출신으로 베이징 제2외국어학원에서 프랑스어를 공부했다. 그 후 자이르국립대학에 유학했다. 19778년 귀국하여 중국주재 콩고 대사관에 파견되어 상무활동을 시작한다. 1980년 중국기계진출구총공사에 들어가 프랑스 주재 사무소에서 근무했다.  프랑스에 머무는 동안 파리7대학에서 경제사회학 박사 학위를 취득한다. 1987년 귀국 후 중국기계진출구총공사 부소장과 소장, 중국화윤유한공사 전임 상무위원회 부서기, 총공사 총경리 등을 역임했다.
1994년 11월까지 중화인민공화국 대외무역경제합력부에서기획재정국장 등을 지냈다. 1997년 5월에는 외교통상부 부부장조리를 지냈고 2002년 9월 광시 좡족 자치구 정부 부주석에 취임하여 1년 후 중앙에 복귀하여 상무부 부부장 겸 당 조직 부서기를 역임했다. 2010년 7월, 국제무역협상 대표 겸 부자장과 당 조직 서기를 거친 후 중국공산당 제18기 중앙위원에 임명되었다. 2017년 2월에 물러났다.